# Ковалевський Павло Іванович
Ковалевський Павло Іванович (1849, містечко Петропавлівка, тепер смт Дніпропетровської обл. — 17 жовтня 1931 Льєж) — український психіатр і судовий психопатолог, професор кафедри нервових і душевних хвороб, декан медичного факультету Імператорського Харківського університету, професор і ректор Імператорського Варшавського університету, професор Імператорського Казанського університету і Імператорського Санкт-Петербурзького університету.

## Біографія
Народився в містечку Петропавлівка (Петропавловськ) Павлоградського повіту Катеринославської губернії.
Закінчив духовне училище, а потім — Катеринославську семінарію. Проте професійний вибір був зроблений на користь природознавства. У 1869 році П. І. Ковалевський поступив на медичний факультет Харківського університету. Вже там вибрав в якості спеціалізації проблему психічних захворювань. Після закінчення університету в 1874 році його залишили на факультеті для підготовки докторської дисертації з психіатрії, яку захистив в 1877 році на тему: «Про зміну чутливості шкіри у меланхоліків». Наукові дослідження вчений поєднував з практичною роботою позаштатним ординатором відділення душевнохворих Харківської земської лікарні (т. зв. «Сабурової дачі»). Після захисту докторської дисертації Павло Іванович був призначений доцентом, а потім, в 1884 році, професором кафедри психіатрії Імператорського Харківського університету.
1883 року  став засновником і редактором журналу «Архив психиатрии, неврологии и судебной психопатологии». Також випускав «Журнал медицины и гигиены», «Русский медицинский вестник», «Вестник идиотии и эпилепсии», «Вестник душевных болезней». Протягом 15 років був співредактором європейського психіатричного журналу, що виходив у Німеччині.
У 1889 році П. І. Ковалевський став деканом медичного факультету Імператорського Харківського університету, а потім ректором Варшавського університету (1894—1897). У зв'язку з хворобою залишив університет. Переїхав до Петербурга.
Згодом, з 1903 по 1906 рік, завідував кафедрою психіатрії Казанського університету, потім читав курс судової психопатології на юридичному факультеті Імператорського Санкт-Петербурзького університету і працював старшим лікарем психіатричного відділення Миколаївського військового госпіталю в Петербурзі — найпередовішого медичного закладу того часу. Продовжував видавати журнали, брав участь у  роботі громадських організацій (Інститут братів милосердя, Комітет Червоного Хреста та ін.). Одночасно з цим Павло Іванович займався перекладами праць зарубіжних психіатрів: Філіппа Пінеля, Теодора Мейнерта, Карла Верніке та інших.

## Еміграція
Отримав дозвіл на виїзд за кордон в грудні 1924. В еміграції в Бельгії (з 1925).

## Наукові роботи
П. І. Ковалевський написав понад 300 книг, брошур, журнальних статей з різних питань психіатрії, невропатології. У їх числі книги «Керівництво до правильного догляду за душевними хворими», «Судова психіатрія», «Судово-психіатричні аналізи» (3 видання), «Душевні хвороби для лікарів і юристів», «Психологія статі», "Гігієна і лікування душевних і нервових хвороб ", " Основи механізму душевної діяльності ", " Підручник психіатрії для студентів "(4 видання), "Сифіліс мозку і його лікування ", "Пуерперальні психози ", " Мігрень і її лікування ". П. І. Ковалевський видав написане ним перше російське керівництво з психіатрії.
У широких колах російської інтелігенції досить високим був авторитет П. І. Ковалевського і як історика. Такі його роботи, як «Народи Кавказу», «Завоювання Кавказу Росією», «История Малороссии», «Історія Росії з національної точки зору» користувалися великим інтересом, витримали кілька видань в дореволюційній Росії (за радянських часів вони були визнані реакційними і не друкувалися).
П. І. Ковалевський одним з перших став застосовувати історичний аналіз для складання психологічного портрета видатних особистостей. Заслужену славу йому принесли «Психіатричні ескізи з історії» (іноді ця книга виходить під назвою «Психіатричні етюди з історії»). За радянських часів цю книгу також не публікували, тому що вона суперечила марксистському положенню про роль особистості в історії і концепції соціально-економічного детермінізму.
Ця книга, яка поєднувала науковість і популяризаторський стиль, на конкретних прикладах з життя Івана Грозного, Петра III, пророка Мухамеда, Жанни Д'Арк, Павла I, перського царя Камбіза, Людвіга II Баварського, Емануеля Сведенборга та інших розкриває динаміку різних психічних явищ, показує роль середовища і спадковості у формуванні особистості.